# Морски леопард
Морски леопард или фока леопард (Hydrurga leptonyx) је врста перајара из породице правих фока (Phocidae). То је највећи грабљивац међу фокама, опасан и за људе. Међутим, омиљени плен су му пингвини. Морски леопарди су велике полно диморфичне врсте. Женке су веће од мужјака, дужине до 3,8 м и тежине до 500 kg. Мужјаци расту до 3,3 м и теже до 300 kg.

## Распрострањеност
Иако већина популација морског леопарда насељава приобаље Антарктика, они су чести, мада не у великом броју, посетиоци субантарктичких острва и јужних континената. Најсевернија острва која посећују морски леопарди су Кукова острва. Млађи примерци су изгледа нарочито мобилни идући дубље на север за време зиме. Пошто морски леопард нема потребу да излази на ледене санте како би узео ваздух, може да иде дубље на север. Сваких 4-5 година број морских леопарда на субантарктичким острвима осцилира од само неколико до више стотина. Ове периодичне осцилације могу бити у вези са недостатком хране у одређеним годинама.
Популација морског леопарда се креће од 220 000 до 400 000 примерака.

## Станиште
Станишта врсте су морски екосистеми антарктичког подручја. За време лета, морски леопарди се лоцирају на спољашњим слојевима санти леда, разуђено дистрибуирани и обично усамљени.

## Исхрана
Исхрана морских леопарда укључује широк спектар плена: рибе, главоношце, морске птице и фоке. Крил чини највећи део дијете морског леопарда, нарочито зими када недостаје других типова плена. Ипак, крил је такође омиљени плен фоке ракоједа (Lobodon carcinophagus) и аделијског пингвина, тако да постоји велика конкуренција. Верује се да је то разлог што одређени број морских леопарда зими мигрира на север.

## Интеракција са људима
Постоји већи број пријављених сусрета између људи, углавном научника који раде на антарктичком подручју, и морских леопарда. Растом броја туриста који посећују Антарктик и околна острва, могућности за сусрет са морским леопардима су све веће. Између свих пријављених сусрета само је један имао за исход смрт човека.Научници описују подводне сусрете са морским леопардом као знатижељу, без индиција агресивности. 

## Угроженост
Ова врста није угрожена, и наведена је као последња брига јер је широко распрострањена.